# ライム・マスティフ
ライム・マスティフ（英：Lime Mastiff）とは、イギリスのイングランド、チェシャー州のライム邸原産のマスティフ犬種である。

## 歴史
ライム邸で600年もの間ブリーディングされてきた、特別なマスティフである。そこに住むリー家によってのみブリーディングと飼育が行われていて、外部に出る事は全く無かった。広大な敷地内で本種の沢山の種犬が飼われていたが、もともとはコロッセオで使われていた古代軍用犬、ローマン・モロサスの直系の子孫である。外部の血は全く入っていない。
主にライム邸の見張りを行う警備犬として用いられた。さまざまな場所に配置されていたため、ライム邸で泥棒が盗みを働いて成功させたことは一度も無いといわれている。ライム・マスティフは不審な侵入者を発見すると激しく吠えて、威嚇して逃げ出させる。これに動じない場合はモロサス由来の獰猛性を発揮し、侵入者へ襲い掛かる。泥棒未遂を犯した男が、ライム・マスティフに右腕を食いちぎられ、意識を失って倒れていたという逸話も残されている。ちなみに、その男の生死に関しては語られていない。
19世紀ごろには『大英帝国の中で最も純血度が高く、貴重な犬種』（「デズモンド・モリスの犬種事典」～479頁より引用）であると讃えられ、最も優秀なマスティフ種として有名になった。しかし、作出初期のころより近親交配による健康被害が起こる危険性が危惧され、他のモロサス系犬種の血を入れるか、中には犬種そのものを廃止するべきだと指摘する専門家も多かった。
20世紀の前半ごろに絶滅したが、その理由ははっきりとわかっていない。仮説としては
- 近親交配のし過ぎにより弱体化、自己消滅した説
- 種犬の不足によりブリーディングが零細化、消滅した説
- 他犬種に吸収され、消滅した説
- 異種交配が行われ、別の犬種に発展した説

などが挙げられている。どれにせよ第二次世界大戦が起こった際には戦禍を被って頭数が激減したという事実は共通している。然し、少数意見ではあるが、実は数頭が生存しているという生存説も挙げられている。実際のところ、その真偽についてははっきりと立証されていないため、生存説については否定的な異議を唱える専門家も多い。
尚、ライム・マスティフの頭の良さに関しての優秀性や体の大きさについてはリー家の自称である点も多く、実物よりもやや誇張したとみられる資料も残されている。だが、警備犬としての防衛本能の高さ、当時他の犬種に比べても倍体格が良かったということは本当であるということが確認されている。

## 特徴
がっしりとした筋骨隆々で骨部の体格を持つマスティフである。マズルは短く太く、あごの力は強靭である。胸が広く、脚もかなり太い。頭部は大きく、顔にはしわがある。目はアーモンド形で小さく、眼光鋭い。耳は垂れ耳だが、短めに断耳して立たせることもあった。首も太く頑丈で、力はとても強い。コートは硬めのスムースコートで、毛色はホワイト・アンド・ブリンドル、ホワイト・アンド・レッド、ブリンドル、ブラックなど。正確な体高はよく分かっていないが、少なくとも70cm以上はあったとされている。とはいえ、現代に残されたライム・マスティフの絵画はしばしばサイズに誇張が見られる。性格は主人一人に対してのみ忠実で勇敢、攻撃的で防衛本能が非常に強い。しつけの飲み込み具合は不詳だが、状況判断力が優れていた。ただし、体重が重いため動きはそれほど速くなく、強靭な力と大きな吠え声でそれをカバーした。モロサス系犬種の飼育に慣れた人にしか飼うことはできず、飼うにしてもしっかりとした訓練が必要である。かかりやすい病気は大型犬にありがちな股関節形成不全、膝関節形成不全、しわが目を圧迫することにより起こりやすい緑内障、皮膚のしわの間に出来やすい皮膚炎、体重が重いため起こりやすい関節疾患などがあった。運動量はそれほど多くなかった。